# Gunung Klotok
Gunung Klotok är ett berg i Indonesien.   Det ligger i provinsen Jawa Timur, i den västra delen av landet, 600 km öster om huvudstaden Jakarta. Toppen på Gunung Klotok är 376 meter över havet.
Terrängen runt Gunung Klotok är kuperad åt sydväst, men åt nordost är den platt.Runt Gunung Klotok är det mycket tätbefolkat, med 2 028 invånare per kvadratkilometer. Närmaste större samhälle är Kediri, 6,8 km öster om Gunung Klotok. Runt Gunung Klotok är det i huvudsak tätbebyggt.